# Kyle Waddell
Kyle Waddell (ur. 15 grudnia 1993) – szkocki curler, uczestnik igrzysk olimpijskich 2018, mistrz świata.
Jest drugim w drużynie Kyle'a Smitha.

## Życie prywatne
Kyle Waddell jest wnukiem curlera Jimmy'ego Waddella, mistrza Europy z 1979. Curling zaczął uprawiać w wieku 8 lat.
Rozpoczął studia z trenerstwa i nauk sportowych na Uniwersytecie w Stirling.

## Wyniki
- igrzyska olimpijskie
  - Pjongczang 2018 – 5. miejsce
- mistrzostwa świata
  - 2022 – 5. miejsce
  - 2023 – 1. miejsce
- mistrzostwa Europy
  - 2015 – 5. miejsce
  - 2017 – 2. miejsce
- mistrzostwa świata juniorów
  - 2014 – 2. miejsce